# João Vieira Pinto
Pour les articles homonymes, voir Vieira, João Pinto (homonymie) et Pinto.
João Manuel Vieira Pinto, plus connu comme João Pinto, né le 19 août 1971 à Porto, est un footballeur international portugais. Il s'est fait un nom notamment pour son parcours dans le Championnat du Portugal, et de par son appartenance à la Génération dorée des footballeurs portugais.

## Carrière

### Débuts
Il commence le football dans le club amateur du Bairro do Falcão puis passe chez les Águias da Areosa.

### Boavista FC
En 1989, Boavista lui fait signer son premier contrat pro. Il est acquis contre des ballons et des équipements, donnés à son ancien club. 
 Encore jeune, JVP impressionne par sa vitesse et son contrôle de balle. Il sera l'un des joueurs phares dans les victoires portugaises en coupe du monde de football des moins de 20 ans de 1989 et 1991. Il est transféré pour la saison 1990-1991 à l'Atlético de Madrid, mais cette expérience se solde par un échec (il ne jouera quasiment qu'en équipe réserve) et il retournera au club de Boavista la saison suivante sous les ordres de Raul Aguas.

### Au Benfica
Après sa prestation internationale de 1991, JVP jouit d'une bonne côte au Portugal et est transféré à l'été 1992 au Benfica Lisbonne. Commencent alors pour lui ses années phares où il sera considéré comme le meilleur joueur du championnat. 
 Malgré un début difficile, dû à un pneumothorax contracté lors du match contre l'Écosse comptant pour la phase de qualification de la coupe du monde 1994, JVP s'affirme comme un « 9 et demi » hors pair, notamment lors de la saison 1993-1994 où il livra l'un de ses meilleurs matchs avec un hat-trick chez le rival lisboète, le Sporting Clube de Portugal (victoire 3-6 du Benfica, au Estádio José Alvalade). 
Le SL Benfica gagnera le championnat et la coupe du Portugal durant cette saison 1993/94.

Surnommé Menino de Ouro (« Gamin en Or »), il récupère à partir de 1995 le brassard de capitaine encarnado laissé libre par le néo-retraité Antonio Veloso. 
Son rendement lors des saisons suivantes sera terni par le manque de joueurs talentueux à ses côtés et il portera le lourd fardeau des absences de victoires du Benfica face à l'hégémonie du FC Porto... 
Néanmoins, JVP continue à se distinguer en sélection aux côtés des Rui Costa et Luís Figo notamment. En 2000 et malgré un contrat signé à vie avec le Benfica de Lisbonne lorsque Manuel Damasio était président, un conflit éclatera entre JVP, Jupp Heynckes et le président de Benfica João Vale e Azevedo. João Vieira Pinto résiliera son contrat et quittera le club de sa vie en 2000, club qui lui devait encore en 2007 quelques milliers d'euros... 
À l'Euro 2000, João Pinto était le seul joueur sans club mais il participe néanmoins au fabuleux parcours de la selecção où il inscrit notamment un but face à l'Angleterre et passe tout près du but en or face à la France lors de la demi-finale que le Portugal perd 2-1 malgré l'ouverture du score de Nuno Gomes.

### Au Sporting CP
Alors qu'il a plusieurs offres de l'étranger (Espagne, Angleterre et France notamment), il signera en juillet 2000 contre toute attente au Sporting CP. 
 Après une première saison calamiteuse, il retrouve son poste de « 9 et demi » derrière le nouvel arrivé Mário Jardel. Le Sporting gagnera le championnat et la coupe du Portugal. JVP ne sera absent qu'à une seule rencontre (9 buts), il sera élu meilleur joueur portugais avant le Mondial 2002 (Jardel le surnommera le père de l'équipe).

### Boavista FC
En 2004, João Vieira Pinto résilie à l'amiable son contrat le liant au Sporting CP et est tout près de signer pour le club saoudien d'Al-Hilal FC. 
Finalement, c'est à Boavista grâce notamment à João Loureiro qu'il évoluera les deux saisons suivantes. 
 
João Pinto, en plus de faire les titres de la presse sportive avec de belles prestations chez les axadrezados, fait les gros titres de la presse people de par sa relation avec Marisa Cruz (actrice et top-modèle portugaise, égérie de Fatima Lopes).
En 2003, JVP divorça de Carla Pinto avec qui il a eu deux enfants (Diana, 17 ans) et (Tiago 19 ans, joueur du Sporting CP prêté en 2007/2008 à Olivais e Moscavides). Le 10 septembre 2005, João Pinto aura un 3e enfant donné par Marisa Cruz, il le nommera João et aura Fatima Lopes comme marraine.
Après avoir marqué 9 buts pour Boavista et avoir été élu plusieurs fois homme du match, il quittera le club du Bessa à cause de Jaime Pacheco, entraîneur trop défensif, pour signer au Sporting Braga.

Ce 23 février 2008, João Vieira Pinto a annoncé à la presse lusitanienne la résiliation de son contrat avec le Sporting Braga après avoir passé une semaine à Miami où le Toronto FC était en stage. Une derrière étape pourrait donc s'ajouter à sa déjà longue et belle carrière, cependant rien n'est signé avec le Toronto FC et des clubs saoudiens et qataris aimeraient aussi faire signer un contrat doré au « Gamin en Or ».

## Palmarès

### En club
- Champion du Portugal en 1994 avec Benfica Lisbonne et en 2002 avec le Sporting CP
- Vainqueur de la Coupe du Portugal en 1992 avec Boavista Porto, en 1993 et en 1996 avec Benfica Lisbonne et en 2002 avec le Sporting CP
- Vainqueur de la Supercoupe du Portugal en 2002 avec le Sporting CP
- Finaliste de la Coupe du Portugal en 1997 avec Benfica Lisbonne
- Finaliste de la Supercoupe du Portugal en 1993, en 1994 et en 1996 avec Benfica Lisbonne

### En sélection nationale
- 81 sélections et 23 buts entre 1991 et 2002
- Champion du Monde des moins de 20 ans en 1989 et 1991
- Vice-champion d'Europe espoirs en 1994

## Victime de son mauvais caractère
JVP est aussi connu pour son très mauvais caractère, lors de tous les derbies face au FC Porto, Paulinho Santos (coéquipier en sélection nationale) a toujours été son meilleur ennemi. Ils ont d'ailleurs été expulsés conjointement plusieurs fois[réf. nécessaire].
JVP a également agressé un joueur de l'Estrela da Amadora lors d'un match amical après avoir été victime de plusieurs fautes et il a été accusé d'avoir simulé des fautes pour obtenir un pénalty.
L'agression envers l'arbitre argentin Ángel Sánchez lors d'un match de la phase de poule de la coupe du monde 2002 face à la Corée du Sud reste l'exemple le plus médiatisé de son mauvais caractère. João Pinto avait considéré que l'arbitre avait fermé les yeux sur une faute qu'il avait subie quelques secondes auparavant. Sa réaction disproportionnée lui coûtera une exclusion et une suspension de quatre mois ferme. Il ne retrouvera jamais la sélection portugaise après cet incident car Luiz Felipe Scolari lui préfèrera le brésilien naturalisé portugais Deco bien que Figo et Rui Costa souhaitaient le retour de la "troisième dent" du Tridente Magico de la Selecção das Quinas[réf. nécessaire].

## Buts en sélection
| Buts en sélection de João Pinto | Buts en sélection de João Pinto | Buts en sélection de João Pinto        | Buts en sélection de João Pinto | Buts en sélection de João Pinto | Buts en sélection de João Pinto | Buts en sélection de João Pinto         |
| #                               | date                            | Lieu                                   | Adversaire                      | Score                           | Résultats                       | Compétitions                            |
| ------------------------------- | ------------------------------- | -------------------------------------- | ------------------------------- | ------------------------------- | ------------------------------- | --------------------------------------- |
| 1                               | 20 novembre 1991                | Estádio da Luz, Lisbonne               | Grèce                           | 1-0                             | 1-0                             | Éliminatoires Euro 1992                 |
| 2                               | 19 juin 1993                    | Estádio do Bessa, Porto                | Malte                           | 3-0                             | 4-0                             | Éliminatoires de la Coupe du monde 1994 |
| 3                               | 13 octobre 1993                 | Estádio das Antas, Porto               | Suisse                          | 1-0                             | 1-0                             | Éliminatoires de la Coupe du monde 1994 |
| 4                               | 9 octobre 1994                  | Daugava Stadium, Riga                  | Lettonie                        | 1-0                             | 3-1                             | Éliminatoires Euro 1996                 |
| 5                               | 9 octobre 1994                  | Daugava Stadium, Riga                  | Lettonie                        | 2-0                             | 3-1                             | Éliminatoires Euro 1996                 |
| 6                               | 18 décembre 1994                | Estádio da Luz, Lisbonne               | Liechtenstein                   | 4-0                             | 8-0                             | Éliminatoires Euro 1996                 |
| 7                               | 19 juin 1996                    | City Ground, Nottingham                | Croatie                         | 2-0                             | 3-0                             | Euro 1996                               |
| 8                               | 5 octobre 1996                  | Stade olympique de Kiev, Kiev          | Ukraine                         | 1-1                             | 1-2                             | Éliminatoires de la Coupe du monde 1998 |
| 9                               | 7 juin 1997                     | Estádio das Antas, Porto               | Albanie                         | 1-0                             | 2-0                             | Éliminatoires de la Coupe du monde 1998 |
| 10                              | 14 octobre 1998                 | Štadión Pasienky, Bratislava           | Slovaquie                       | 1-0                             | 3-0                             | Éliminatoires Euro 2000                 |
| 11                              | 14 octobre 1998                 | Štadión Pasienky, Bratislava           | Slovaquie                       | 2-0                             | 3-0                             | Éliminatoires Euro 2000                 |
| 12                              | 26 mars 1999                    | Estádio D. Afonso Henriques, Guimarães | Azerbaïdjan                     | 2-0                             | 7-0                             | Éliminatoires Euro 2000                 |
| 13                              | 26 mars 1999                    | Estádio D. Afonso Henriques, Guimarães | Azerbaïdjan                     | 5-0                             | 7-0                             | Éliminatoires Euro 2000                 |
| 14                              | 9 juin 1999                     | Estádio Cidade de Coimbra, Coimbra     | Liechtenstein                   | 2-0                             | 8-0                             | Éliminatoires Euro 2000                 |
| 15                              | 9 juin 1999                     | Estádio Cidade de Coimbra, Coimbra     | Liechtenstein                   | 5-0                             | 8-0                             | Éliminatoires Euro 2000                 |
| 16                              | 9 juin 1999                     | Estádio Cidade de Coimbra, Coimbra     | Liechtenstein                   | 6-0                             | 8-0                             | Éliminatoires Euro 2000                 |
| 17                              | 18 août 1999                    | Estádio Nacional, Lisbonne             | Andorre                         | 2-0                             | 4-0                             | Match amical                            |
| 18                              | 9 octobre 1999                  | Estádio da Luz, Lisbonne               | Hongrie                         | 2-0                             | 3-0                             | Éliminatoires Euro 2000                 |
| 19                              | 12 juin 2000                    | Philips Stadion, Eindhoven             | Angleterre                      | 2-2                             | 3-2                             | Euro 2000                               |
| 20                              | 16 août 2000                    | Estádio do Fontelo, Viseu              | Lituanie                        | 1-0                             | 5-1                             | Match amical                            |
| 21                              | 6 juin 2001                     | Estádio José Alvalade, Lisbonne        | Chypre                          | 5-0                             | 6-0                             | Éliminatoires de la Coupe du monde 2002 |
| 22                              | 6 juin 2001                     | Estádio José Alvalade, Lisbonne        | Chypre                          | 6-0                             | 6-0                             | Éliminatoires de la Coupe du monde 2002 |
| 23                              | 6 octobre 2001                  | Estádio da Luz, Lisbonne               | Estonie                         | 1-0                             | 5-0                             | Éliminatoires de la Coupe du monde 2002 |